# بحر الممتد
بَحْرُ المُمْتَدِّ أو بَحْرُ الوَسِيمِ هو بحر مهمل من بحور دائرة المختلف التي تحوي الطَّوِيل والمَدِيد والبَسِيط، ووزنه: فَاعِلُنْ فَاعِلَاتُنْ فَاعِلُنْ فَاعِلَاتُنْ. وهو عكس بحر المَدِيد، ذلك أن أصل تفعيلاته هي فَاعِلُنْ فَاعِلَاتُنْ، في حين أصل تفعيلات بحر المديد هي فَاعِلَاتُنْ فَاعِلُنْ.

## الأوزان
وزن بحر الممتدّ:
يمكن أن يستخدم هذا البحر:
- مجزوءًا، وهو مَجْزُوءَ المُمْتَدِّ، على وزن:

- مشطورًا، وهو مَشْطُورَ المُمْتَدِّ، على وزن:

## أمثلة
قال أبو العتاهية:
وقال بعض المولّدين:
وقال آخر: